# Ходино
Ходино (укр. Ходине) — село,
Ходинский сельский совет,
Глуховский район,
Сумская область,
Украина.
Код КОАТУУ — 5921589301. Население по переписи 2001 года составляло 394 человека.
Является административным центром Ходинского сельского совета, в который, кроме того, входят сёла
Гудово и
Волковка.

## Географическое положение
Село Ходино находится у истоков реки Лапуга,
ниже по течению на расстоянии в 1,5 км расположено село Гудово.

## Экономика
- Свинотоварная ферма.
- «Ходинское», ООО.

## Объекты социальной сферы
- Детский сад «Солнышко».(не работает)
- Школа І-ІІ ст.(не работает)
- Сельский совет
- Мед. Пункт
- укр. Почта

## Достопримечательности
- Братская могила советских воинов.
- Георгиевский храм
- Памятник погибшему солдату
- Мемориальная табличка памяти солдата погибшего в АТО Абрютина С.Н